# Hillel (Organisation)
Hillel, benannt nach dem jüdischen Schriftgelehrten Hillel, ist nach eigenen Angaben die weltweit größte jüdisch-universitäre Studentenorganisation. Sie wurde im Jahre 1923 an der Universität von Illinois mit dem Ziel gegründet, das jüdische Leben ihrer Mitglieder zu bereichern, um die Basis für eine etwaige „Rück-Bereicherung“ des Judentums weltweit durch jene Geförderten zu schaffen. 
Hillel ist vornehmlich in Nordamerika, Osteuropa und Israel aktiv. In Deutschland wurde 2012 der erste Hillel Hub in Heidelberg eröffnet. Seit 2014 kooperiert Hillel International offiziell mit dem Ernst Ludwig Ehrlich Studienwerk, um in Deutschland, Österreich und der Schweiz sogenannte Hillel Hubs als Standorte jüdischen Studentenlebens aufzubauen. Neben Berlin, Hamburg, Frankfurt und München existieren diese Hubs auch in kleineren Städten wie Münster oder Heidelberg. In den Hubs werden religiöse, kulturelle und soziale Veranstaltungen für jüdische Studenten und Hochschulangehörige organisiert.